# Joshua Greenberg
Joshua Greenberg (* 6. März 1988 in Los Angeles, Kalifornien) ist ein US-amerikanisch-israelischer Eishockeyspieler, der seit 2010 beim HC Bat Yam in der israelischen Eishockeyliga unter Vertrag steht.

## Karriere
Joshua Greenberg, der in den Vereinigten Staaten geboren wurde, spielt seit 2010 beim HC Bat Yam in der israelischen Eishockeyliga. In der Spielzeit 2011/12 konnte er mit seinem Klub zwar die Hauptrunde gewinnen, verlor jedoch das Finalspiel gegen die Maccabi Metulla Eggenbreggers mit 1:2 nach Penaltyschießen. 2016, 2018 und 2019 gewann er mit dem Klub dann den israelischen Meistertitel. 2016 lieferte er die meisten Vorlagen der israelischen Liga, 2018 und 2019 war er Torschützenkönig und 2019 auch Topscorer und wertvollster Spieler der Liga.

### International
In der israelischen Nationalmannschaft debütierte Greenberg im September 2012 beim Vorqualifikationsturnier in Zagreb für die Olympischen Winterspiele 2014 in Sotschi, bei dem die Israelis jedoch kein Spiel gewinnen konnten. Bei der folgenden Weltmeisterschaft der Division II stand er ebenfalls im israelischen Aufgebot und stieg mit seinen Mannschaftskameraden durch den Sieg beim Turnier im türkischen İzmit von der Gruppe B in die Gruppe A auf. Auch bei den Weltmeisterschaften 2015, 2016, 2017, 2018 und 2019 spielte er in der Division II. Zudem vertrat er seine Farben bei den Olympiaqualifikationsturnieren für die Winterspiele in Pyeongchang 2018 und in Peking 2022.

## Erfolge und Auszeichnungen
- 2013 Aufstieg in die Division II, Gruppe A, bei der Weltmeisterschaft der Division II, Gruppe B
- 2016 Israelischer Meister mit dem HC Bat Yam
- 2016 Meiste Vorlagen der Israelischen Eishockeyliga
- 2018 Israelischer Meister mit dem HC Bat Yam
- 2018 Torschützenkönig der Israelischen Eishockeyliga
- 2019 Aufstieg in die Division II, Gruppe A bei der Weltmeisterschaft der Division II, Gruppe B
- 2019 Israelischer Meister mit dem HC Bat Yam
- 2019 Topscorer, Torschützenkönig und wertvollster Spieler der Israelischen Eishockeyliga